# Coupe d'Afrique des vainqueurs de coupe masculine de handball 1988
La Coupe d'Afrique des vainqueurs de coupe masculine de handball 1988 est la quatrième édition de la compétition. Elle s'est déroulée du 25 mars au 1er avril 1988 au Palais des sports Hamou-Boutlélis à Oran en Algérie sous forme d'un championnat.

## Résultats
Les résultats sont : 
- vendredi 25 mars 1988 (match d'ouverture)
  - à 16h00 : Mouloudia d'Oran bat OPRAG Port-Gentil 17-14 (mi-temps : 10-7).
- dimanche 27 mars 1988
  - à 18h30 : Mouloudia d'Alger bat Club africain 23-18
  - à 20h00[a] : SOA Abidjan - OPRAG Port-Gentil score inconnu
- lundi 28 mars 1988
  - à 16h00 : Club africain bat OPRAG Port-Gentil 23-17
  - à 18h30 : Mouloudia d'Oran bat SOA Abidjan 19-10 (mi-temps : 9-6).
- mardi 29 mars 1988
  - à 18h30[b] : Mouloudia d'Alger bat SOA Abidjan 29-19 (mi-temps : 13-10)
  - repos pour les autres clubs
- mercredi 30 mars 1988
  - à 10h30 : Mouloudia d'Alger bat OPRAG Port-Gentil 23-17
  - à 18h30 : Mouloudia d'Oran bat Club africain 21-14 ( mi-temps : 13-7) .
- jeudi 31 mars 1988 : repos
- vendredi 1er avril 1988, 7e et dernière journée[1]
  - à 15h15 : Club africain bat SOA Abidjan 18-14
  - à 16h30 : Mouloudia d'Oran et Mouloudia d'Alger 13-13.

Notes
1. ↑  Le match SOA Abidjan - OPRAG Port-Gentil, initialement programmé à 10h30, a été décalé à 20h en conséquence de l'arrivée tardive des Ivoiriens à Oran.
2. ↑  Le match Mouloudia d'Alger - SOA Abidjan, initialement programmé le samedi 26 mars 1988 à 18h30, a été décalé en conséquence de l'arrivée tardive des Ivoiriens à Oran.

## Classement final
Le classement final est :
|   | Équipe            | Pts | J | G | N | P | Bp | Bc | Diff |
| - | ----------------- | --- | - | - | - | - | -- | -- | ---- |
| 1 | MP Alger          | 11  | 4 | 3 | 1 | 0 | 86 | 67 | 19   |
| 2 | MP Oran           | 11  | 4 | 3 | 1 | 0 | 70 | 51 | 19   |
| 3 | Club africain     | 8   | 4 | 2 | 0 | 2 | 73 | 75 | -2   |
| 4 | SOA Abidjan       | 6   | 4 | 1 | 0 | 3 | 00 | 00 |      |
| 5 | OPRAG Port-Gentil | 4   | 4 | 0 | 0 | 4 | 00 | 00 |      |

Les deux clubs algériens ayant le même nombre de points (trois victoires et un match nul), la même différence de but générale (+19), la même différence de but particulière (0, les deux équipes ayant fait match nul), le MP Alger est déclaré vainqueur grâce à sa meilleure attaque (86 buts marqués contre seulement 70 pour le MP Oran).
L'effectif du Mouloudia d'Alger était : Kamel Ouchia (GB), Karim El-Maouhab (GB, Espoir), Boubekeur Zermani (GB), Tahar Baouche (GB), Omar Azeb, Hocine Ledraâ, Brahim Boudrali, Abdelhak Bouhalissa, Djaffar Belhocine, Abou Sofiane Draouci, Ahcène Djeffal, Karim Djemaâ, Makhlouf Aït Hocine, Kamel Akkeb, Mahmoud Bouanik, Salaheddine Agrane (Espoir), Benali Beghouach (Espoir), Mounir Benmerabet (Espoir), Mahmoud Bouafif (Espoir), Nouredine Khelil (Espoir), Sid Ahmed Tekfa (Espoir). - Entraîneurs : Erwin Kaldarasch (RDA) et Mohamed Aziz Derouaz.